# Pál Ilona
Páldiné Pál Ilona (Jászfényszaru, 1954. október 21. –) magyar atléta, rövidtávfutó, olimpikon. Országos csúcstartó 400 m-es síkfutásban és 4×400 m-es váltóban. Hatvan város első díszpolgára.
Az 1980-as nyári olimpián síkfutásban a 4×400 m-es váltó tagjaként ötödik helyezést ért el.
Iskolai testnevelőként dolgozik a Damjanich János Szakközépiskola, Szakiskola és Kollégium-ban.